# Sharon (Nou Hampshire)
Sharon és una població dels Estats Units a l'estat de Nou Hampshire. Segons el cens del 2000- tenia 360 habitants.

## Demografia
Segons el cens del 2000, Sharon tenia 360 habitants, 138 habitatges, i 113 famílies. La densitat de població era de 9,5 habitants per km².
Dels 138 habitatges en un 37% hi vivien nens de menys de 18 anys, en un 73,2% hi vivien parelles casades, en un 5,8% dones solteres, i en un 18,1% no eren unitats familiars. En el 14,5% dels habitatges hi vivien persones soles el 3,6% de les quals corresponia a persones de 65 anys o més que vivien soles. El nombre mitjà de persones vivint en cada habitatge era de 2,61 i el nombre mitjà de persones que vivien en cada família era de 2,88.
Per edats la població es repartia de la següent manera: un 24,4% tenia menys de 18 anys, un 5,6% entre 18 i 24, un 27,5% entre 25 i 44, un 31,4% de 45 a 60 i un 11,1% 65 anys o més.
L'edat mediana era de 41 anys. Per cada 100 dones de 18 o més anys hi havia 117,6 homes.
La renda mediana per habitatge era de 66.250$ i la renda mediana per família de 75.325$. Els homes tenien una renda mediana de 51.071$ mentre que les dones 29.375$. La renda per capita de la població era de 29.478$. Entorn de l'1,8% de les famílies i el 3,8% de la població estaven per davall del llindar de pobresa.